# Badsey
Badsey – wieś w Anglii, w hrabstwie Worcestershire, w dystrykcie Wychavon. Leży 26 km na południowy wschód od miasta Worcester i 137 km na północny zachód od Londynu. W 2001 miejscowość liczyła 2657 mieszkańców.